# Oyaricoulet
 (mars 2025).
La mise en forme du texte ne suit pas les recommandations de Wikipédia : il faut le « wikifier ».
Les points d'amélioration suivants sont les cas les plus fréquents. Le détail des points à revoir est peut-être précisé sur la page de discussion.
- Les titres sont pré-formatés par le logiciel. Ils ne sont ni en capitales, ni en gras.
- Le texte ne doit pas être écrit en capitales (les noms de famille non plus), ni en gras, ni en italique, ni en « petit »…
- Le gras n'est utilisé que pour surligner le titre de l'article dans l'introduction, une seule fois.
- L'italique est rarement utilisé : mots en langue étrangère, titres d'œuvres, noms de bateaux, etc.
- Les citations ne sont pas en italique mais en corps de texte normal. Elles sont entourées par des guillemets français : « et ».
- Les listes à puces sont à éviter, des paragraphes rédigés étant largement préférés. Les tableaux sont à réserver à la présentation de données structurées (résultats, etc.).
- Les appels de note de bas de page (petits chiffres en exposant, introduits par l'outil «  Source ») sont à placer entre la fin de phrase et le point final[comme ça].
- Les liens internes (vers d'autres articles de Wikipédia) sont à choisir avec parcimonie. Créez des liens vers des articles approfondissant le sujet. Les termes génériques sans rapport avec le sujet sont à éviter, ainsi que les répétitions de liens vers un même terme.
- Les liens externes sont à placer uniquement dans une section « Liens externes », à la fin de l'article. Ces liens sont à choisir avec parcimonie suivant les règles définies. Si un lien sert de source à l'article, son insertion dans le texte est à faire par les notes de bas de page.
- La présentation des références doit suivre les conventions bibliographiques. Il est recommandé d'utiliser les modèles {{Ouvrage}}, {{Chapitre}}, {{Article}}, {{Lien web}} et/ou {{Bibliographie}}. Le mode d'édition visuel peut mettre en forme automatiquement les références.
- Insérer une infobox (cadre d'informations à droite) n'est pas obligatoire pour parachever la mise en page.

Pour une aide détaillée, merci de consulter Aide:Wikification.
Si vous pensez que ces points ont été résolus, vous pouvez retirer ce bandeau et améliorer la mise en forme d'un autre article.
 (février 2025).
 (février 2025).
Les Indiens Oyaricoulets, également connus sous le nom d'Akurios, pourraient être les descendants de la tribu des Amicouanes qui peuplaient au XVIIIe siècle une partie méridionale de la Guyane.
D'une taille supérieure à celle des Indiens et du fait de leur peau pâle, les Oyaricoulets ont été surnommés les "Indiens blonds aux yeux bleus", ou encore les "Indiens longues oreilles" parce qu'ils allongeaient leurs lobes au moyen de pendants progressivement alourdis. Ces Indiens, que l'on disait cannibales, étaient réputés pour leur férocité, n'acceptant aucune violation de leurs territoires et refusant tout contact avec l'extérieur, y compris les Indiens. La prononciation de leur nom suffisait à terroriser les habitants du sud-ouest de la Guyane.
Ne connaissant pas le tissage, les hommes ne portaient pour tout vêtement qu'un pagne d'écorces battues, et les femmes un cache sexe en graines. Ils ignoraient également la vannerie et n'utilisaient pas de canots. Ils ne possédaient aucun outil en métal, et n'étaient équipés que de haches de pierre et d'arcs et flèches. Géophages, pour compenser les carences en sels minéraux, ne cultivant aucune plante, ils se nourrissaient de gibier et de la cueillette de fruits et baies sauvages. Ils se déplaçaient sans cesse à l'intérieur de la forêt, dormant dans de petits hamacs en fibre végétale ou à même le sol, sous des abris de branches recouvertes de feuilles.

## Localisation
Ils ont été localisés au XIXe et XXe siècles essentiellement au sud-est du Surinam, sur les affluents de la rive gauche de l'Itany, les rivières Oulémali, Loué (ou Aroué), Coulé-Coulé, Ouaramapane. La crique Oyaricoulet, également située sur la rive gauche l'Itany, donc au Surinam, renvoie au mythe ou à l’histoire de cette communauté indienne éponyme. Fin du XIXe, Henri Coudreau signalait leur présence près du Canal des Hollandais:
Depuis qu’ils ont fait fuir les Trios, les Oyaricoulets occupent tout le versant occidental, inférieur et moyen de l’Itany : Oulemary, Aroué et tous les affluents de gauche intermédiaires depuis Laoua Mofou Tabiki jusqu'à Grand Soura. [...] Un peu plus haut, le canal des Hollandais, bras de la rivière récemment élargi. Quand il était plus étroit, on y trouvait fréquemment embusqués, des canots Oyaricoulets qui guettaient au passage Boni et Roucouyennes.

## Contacts
Dans les archives, on ne trouve aucune allusion à leur existence avant 1840 et le conflit qui les opposa aux Noirs Boni, faisant plusieurs victimes de part et d'autre.
En 1903, un groupe d’orpailleurs avait surpris un village d'environ 150 Oyaricoulets, situé sur la crique Pikin Fity (affluent de l'Oulémali), l’avait attaqué et fait fuir ses occupants. Les orpailleurs avaient ensuite brûlé les huttes et ramené comme butin un jeune Indien de 9 ans qui fût baptisé et scolarisé à Saint-Laurent du Maroni sous le nom de James Reynald. Ce dernier mourut de la grippe espagnole et repose au cimetière de Saint-Laurent du Maroni.
Dans les années 1920, l'amiral hollandais Kaiser, en exploration dans le sud du Surinam, raconte avoir trouvé sur un sentier en forêt une flèche avec la pointe fichée en terre, ce qui signifierait "zone interdite". Ayant déposé à cet endroit des cadeaux et s'étant retiré, il constata le lendemain que les cadeaux avaient disparu et que la flèche était plantée dans l'autre sens, la pointe en l'air. Des Indiens apparurent en faisant de grands signes mais refusèrent de se laisser approcher. L'explorateur n'insista pas et fit demi-tour.
Malgré plusieurs expéditions, dont une menée en 1938 sur les affluents surinamiens de l'Itany, menées par les Hollandais avant l'indépendance de la colonie, aucun témoignage crédible ne fut recueilli. De rares Indiens Wayana affirmèrent les avoir rencontrés ; l'un d'eux, Yanamalé, fit part en 1952 de ses souvenirs à l'explorateur Francis Mazière.
En 1968, André Cognat (Antecume de son nom indien), accompagné de quelques Indiens Wayana, parvint à les rencontrer. Isolés dans la forêt, non loin de la rivière Ouaramapane (affluant de l'Itany, au Surinam), une vingtaine d'Oyaricoulets vivaient, en nomades, dans un campement de huttes très sommaires. Ce premier contact, pacifique, était néanmoins très tendu. Deux mois plus tard, André Cognat retrouva la moitié du groupe sous l'emprise d'Indiens Trios, convertis et chargés de les évangéliser. Les missionnaires évangélistes américains, basés sur la rive gauche du Haut-Itany au Surinam, les ramenèrent dans leur base pour les convertir. Finalement, les derniers membres de cette tribu disparurent, décimés par les maladies contre lesquelles ils n'étaient pas immunisés.
Nul ne sait aujourd'hui si un ou des groupes d'Oyaricoulets survivent, isolés, dans la forêt encore inexplorée qui borde les deux rives du Haut-Itany. En 1952, on estimait leur nombre à 200. Edgar Maufrais, jusqu'à sa mort, resta persuadé que son fils Raymond, disparu en 1950 dans le centre de la Guyane, avait été emmené et gardé prisonnier par des Indiens Oyaricoulets.

## Dénominations
Leur nom pourrait signifier "les Indiens Oyaris de la rivière Coulé-Coulé". L'orthographe des Indiens Oyaricoulets varie selon les auteurs: Oyacoulets, Oayakulé, Oyacoulé, Oryacoulets, Arycoulets.
Les Oyaricoulets sont également appelés : Akurio, Akoerio, Akuliyo (ce qui signifie Hommes Agoutis), Akuri, Akurio, Akurijo, Akuriyo, Triometesem (ce qui signifie Ami des Trios, la langue de ces deux groupes étant très proche), Triometesen, Wama, Wayaricuri.

## Légendes
[modifier | modifier le code]
Le portrait dépeint de ces Indiens "sauvages" au XIXe siècle est assez pittoresque :
La tradition veut qu'ils aient de grandes oreilles, semblables à celles des ânes, des pieds d'une longueur démesurée, une musculature surhumaine, des arcs gros comme le bras, [...]. Les Oyaricoulets ont la haine de l'étranger et le sacrifient sans pitié. Ils s'élèveraient, dit-on, dans les arbres avec une agilité de quadrumanes, seraient totalement nus et extrêmement velus par nature, contrairement aux autres Indiens qui ont le système pileux très peu développé. Ils dédaignent de se peindre au roucou et paraissent avoir la peau blanche. Leur regard a la fixité du vautour et leur nez est long et crochu comme le bec des gros aras. Ils sont encore à l'âge de la pierre, ne savent point confectionner de canots et naviguer. Ce sont des brutes absolument féroces ; aussi, malheur à quiconque s'aventure dans leur région.
La peau blanchâtre des Oyaricoulets était peut-être due au fait que, restant toujours confinés au sein de la forêt vierge et évitant les rivières, ils n'étaient que très rarement exposés au soleil. D'autres ont pensé qu'ils étaient des descendants de colons hollandais métissés avec des Indiens. Parmi les rumeurs, les histoires fantastiques et les légendes, voici l'une des plus originales : un explorateur, dénommé Patrice, à la fin du XIXe siècle, s'aventura avec sa jeune femme - ou sa secrétaire, selon d'autres sources - sur le terrain de chasse des Oyaricoulets et furent capturés. Pour avoir la vie sauve, l’homme aurait offert sa compagne, blonde aux yeux bleus, comme ‘épouse sacrée’ au chef de la tribu. Revenu seul, il déclara qu'elle avait succombé à la malaria ; ainsi naquit cette légende d'une descendance de métis au teint pâle.

## Témoignages
Parmi les auteurs qui parlent des Oyaricoulets, on peut citer : le marquis de Nadaillac, le docteur Jules Tripot, Bernard Quris, Georges Brousseau, Raymond Maufrais, Edgar Maufrais, Geoffroi Crunelle, Christian VoillemontJ-F-Louis Merlet, Henri Coudreau, Jules Crevaux, Francis Mazière, Davis Hassoldt, Alix Resse, Jean Chapuis, Pierre et Françoise Grenand, Marie Fleury, André Cognat. Mais seul ce dernier les a réellement rencontrés.

Voici ce que raconte Raymond Maufrais dans un article qu'il rédigea en Guyane en 1949 pour la revue Sciences & Voyages :
Au cours de leurs perpétuelles errances, les Bonis rencontrèrent un jour à l’embouchure d’une petite crique des Indiens qui cherchaient des œufs de tortue et recueillirent cordialement leurs avances. Ces Indiens étaient pâles, nus et ressemblaient fort à des Hollandais avec leurs grands cheveux et leur barbe blonde : c’étaient des Indiens Oryacoulets. Cette rencontre pacifique en amena d’autres ; on échangea des cadeaux, des traités d’alliance furent ébauchés. Ce bel amour dura un an. Une bande de Bonis rendant visite aux amis Oryacoulets fut conviée à un grand banquet. Ils s’enivrèrent, leurs femmes aussi. Alors que la fête battait son plein, les Bonis, l’allégresse au cœur, entendirent à peine le tomahawk du chef tambouriner un énorme tronc d’arbre sonore et moururent de leur belle mort, massacrés sans merci par leurs amis soudain déchaînés. Il n’y eut que trois survivants. Les Bonis, avec raison, s’abstinrent de riposter et, pleins de sagesse, conclurent un traité de paix avec la France. […] Un des points intéressants de ce bref résumé de l’histoire des tribus nègres de la Guyane est la confirmation de l’existence d’Indiens blonds connus sous le nom de Oryacoulet, affluent de l’Itany, en territoire hollandais. Diverses missions ont déclaré avoir été attaquées dans cette partie du fleuve par des Indiens correspondant en tous points à la description donnée par les Bonis. La légende persiste, vivace, tellement confirmée par des faits que l’on vient à douter de son caractère mythique pour penser plutôt à une étrange réalité, d’autant plus que ce territoire est resté jusqu’à présent totalement inexploré. Les négateurs de cette réalité ne s’y hasardent jamais, pas plus que les croyants d’ailleurs, qui se perdent eux-mêmes en conjectures sur l’origine des Indiens blonds.